# شهاب خودرو
شهاب خودرو، شرکت خودروسازی ایرانی است. این شرکت از سال ۱۳۴۵ با نام لیلاند موتور ایران با همکاری شرکت لیلاند موتورز، با هدف مونتاژ کامیون و اتوبوس آغاز به کار نمود. در سال ۱۳۷۸ به مالکیت آستان قدس رضوی درآمد.

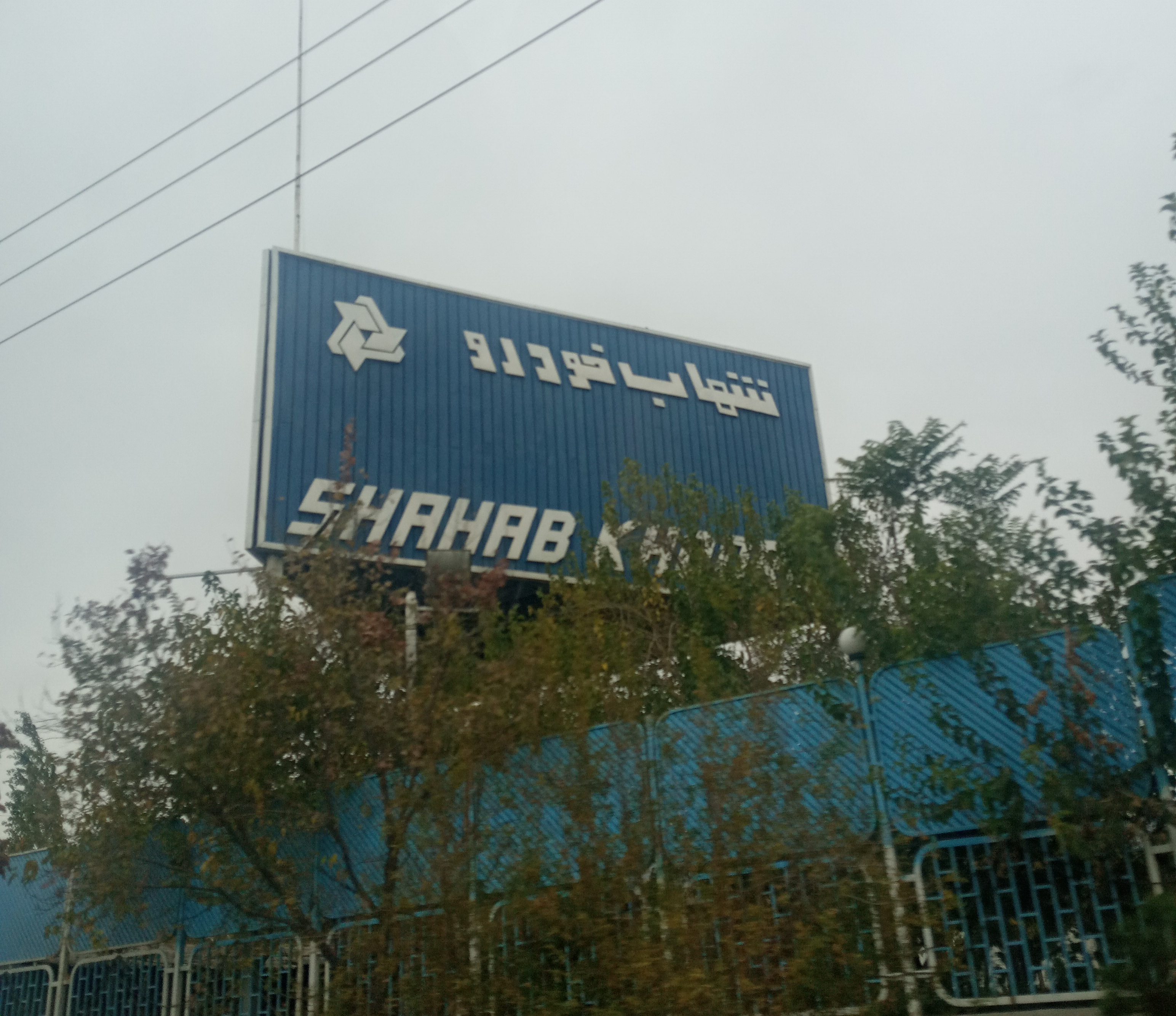
کارخانه شهاب خودرو

شرکت شهاب خودرو به عنوان نخستین سازنده خودروهای خدمات شهری در ایران، سالیانه شمار بسیاری از خودروهای خود را بر پایه نیاز و سفارش شهرداری‌ها، سازمان‌ها و شرکت‌های خصوصی و دولتی تولید و تحویل می‌نماید. این شرکت هم‌اکنون به عنوان دومین سازنده اتوبوس در ایران شناخته می‌شود. تمرکز اصلی شهاب خودرو بر تولید اتوبوس و کامیون‌های خدمات شهری مثل زباله‌کش، آتش‌نشانی و تانکر معطوف می‌باشد.

## تاریخچه
شرکت شهاب خودرو در سال ۱۳۴۵ با نام لیلاند موتور ایران با همکاری شرکت لیلاند موتورز انگلستان با هدف مونتاژ کامیون و اتوبوس بنیاد گذارده شد.
شرکت در سال ۱۳۳۴ با نام گاراژ لیلاند در خیابان قزوین آغاز به کار نمود. کار گاراژ لیلاند، کرایه کامیون‌های اینترناش، فروش لوازم یدکی کامیون‌های لیلاند و تغییر شاسی‌های آنها، و نصب اتاق بار و اتاق کمپرسی روی آنها بود. چندی بعد نام شرکت به «ترانسپورت بانک» و پس از آن به «شرکت حمل و نقل داخلی» دگرگون شد و فعالیت آن فروش و مونتاژ کامیون‌های لیلاند از آن میان MC و 900 FG بود. این شرکت سال‌ها بعد با نام «شهاب یدک»، لوازم یدکی کامیون‌های انترناش و لیلاند را وارد و پخش می‌کرد.
در تاریخ ۲۸ خرداد ۱۳۴۲، شرکت نوینی به نام شرکت سهامی «لیلاند موتور ایران» با مشارکت شرکت لیلاند موتورز انگلستان به میزان سهم‌الشرکه ده درصد و شرکت حمل و نقل داخلی ایران که سهامدار عمده آن علی‌نقی اسدی و سید ابوالقاسم روح‌الامین بوده‌اند، به میزان سهم‌الشرکه نود درصد و با سرمایه اولیه شصت میلیون ریال بنیاد نهاده شد. مدیران اولیه شرکت مراد پناهپور رئیس هیئت مدیره، علی‌نقی اسدی مدیرعامل و آنتونی پاتریک مک لارن به نمایندگی از شرکت لیلاند موتورز انگلستان، به عنوان عضو هیئت مدیره و سیدابوالاقاسم روح‌الامین به عنوان اولین بازرس قانونی بوده‌اند. این شرکت نوبنیاد در کیلومتر ۱۴ جاده مخصوص کرج (کیلومتر ۹ کنونی) با خرید زمینی به مساحت ۱۲۰۰۰۰ متر مربع و ساخت سالن، با هدف تولید و مونتاژ اتوبوس و کامیون در سال ۱۳۴۵ کار خود را آغاز کرد. بهره‌برداری از کارخانه از سال ۱۳۴۷ آغاز شد و در سال ۱۳۵۰ مجوز ساخت اتوبوس و کامیون‌های خدمات شهری توسط وزارت معادن و فلزات صادر شد.
پس از انقلاب، بنیاد مستضعفان کارخانه را مصادره نمود و در سال ۱۳۶۰ سازمان گسترش و نوسازی صنایع ایران آن را به مالکیت خود درآورد. در سال ۱۳۶۱ نام شرکت «لیلاند موتور ایران» به «شهاب خودرو» دگرگون شد و پروانه بهره‌برداری آن که در سال ۱۳۷۳ صادر شده بود، در سال ۱۳۷۸ طی یک مزایده، به وسیلهٔ آستان قدس رضوی خریده شد.
در سال‌های ۵۶ و ۵۷ تولید این شرکت شامل کامیون‌های لیلاند (مدل سوپر کمت)، اتوبوس دوطبقه و خودروهای ویژه از جمله خودروهای آتش‌نشانی، زباله‌کش و لجن‌کش بوده‌است. در سال ۱۳۵۸ براساس قانون حفاظت صنایع مصوب شورای انقلاب مدیریت شرکت به دولت واگذار می‌گردد. پس از انقلاب ۱۳۵۷ به دلیل عدم همکاری لیلاند موتورز انگلستان در تأمین قطعات و به روز کردن محصول، ارتباط دو شرکت به تدریج کاهش می‌یابد و شرکت ساخت اتوبوس شهری با مرسدس بنز و نیز خودروهای ویژه روی شاسی بنز خاور را در برنامه تولید قرار می‌دهد. در سال ۱۳۶۸ بر پایه سیاست وزارت صنایع در برابر یک قراداد پایاپای با دولت یوگسلاوی قرارداد ساخت و انتقال تکنولوژی اتاق و شاسی اتوبوس از شرکت تام یوگسلاوی بسته شده و شماری محموله‌های قطعات C.K.D (نزدیک ۲۵۰۰ دستگاه) وارد شده و در خط تولید جای می‌گیرد. اما به دلیل کیفیت پایین قطعات وارداتی و همچنین فروپاشی کشور یوگسلاوی و ورشکستگی شرکت تام، تولید آن محصول نیز با مشکل روبرو شد. پس از آن شرکت از موتورهای سازندگان دیگری چون بنز، کامینز و رنو برای اتوبوس‌های تولیدی استفاده کرد که تأمین موتور از رنو سرآغاز ارتباط با این شرکت فرانسوی گردید.

## محصولات
از میان ساخته‌های برتر خودروهای خدمات شهری این شرکت از آغاز بنیادگذاری تاکنون می‌توان خودروهای زیر را برشمرد:
- ساخت نخستین اتوبوس‌های دوطبقه در ایران[۱]
- تولید نزدیک به ۷۰۰۰ دستگاه کامیون لیلاند مدل سوپر کمت تا سال ۱۳۵۷[۱]
- ساخت نخستین اتوبوس گازسوز در ایران[۱]
- تولید نخستین اتوبوس بی‌آرتی (BRT) در ایران[۱]
- ساخت انواع خودروهای ویژه همچون خودروهای آتش‌نشانی، زباله‌کش و لجن‌کش، رولاف سیستم (بازوی غلطان)، اسکیپ لودر، تانکرهای حمل آب و مواد سوختنی، زین پل‌کش و …[۱]
- ساخت انواع اتوبوس‌های شهری از جمله تولید اتوبوس شهری 2612[۱]
  - تولید اتوبوس شهری ۲۶۱۲ در سال ۷۷ همزمان با عقد قرارداد فروش ۵٬۰۰۰ دستگاه برای ۵ سال با وزارت کشور در دستور کار شرکت قرار گرفت و پس از آن هم تاکنون با بهبود کیفیت پی‌گرفته شده‌است.[۲]
- تولید انواع اتوبوس میان‌شهری از جمله اتوبوس بیابانی ۳۰۱۲ از سال ۱۳۷۷ تا به امروز
  - تولید این اتوبوس با امضای یک تفاهم‌نامه با سازمان حمل و نقل و پایانه‌ها و عقد قراردادهای فروش به اشخاص حقیقی در سال ۱۳۷۷ با خرید یک دستگاه نمونه از شرکت رنو فرانسه در دستور کار شرکت قرار گرفت و تولید انبوه آن از سال ۱۳۸۰ آغاز گردیده است.[۲]

## اعضای هیئت مدیره
بر اساس آخرین آگهی رسمی این شرکت، افراد زیر عضو هیئت مدیره آن هستند:
- سیامک میراحمدی - نمایندگی شرکت کمباین سازی ایران
- حمید اقاشریفی - نمایندگی سازمان اقتصادی رضوی
- مجید فتح الهی مدنی - نمایندگی شرکت مسکن و عمران قدس رضوی
- علی اصغر عنابستانی -نماینده شرکت توسعه نفت و گاز رضوی(رئیس هیئت مدیره)